# 波赫丹尼夫卡 (皮德沃洛奇斯克市鎮)
49°33′20″N 25°59′20″E / 49.55556°N 25.98889°E

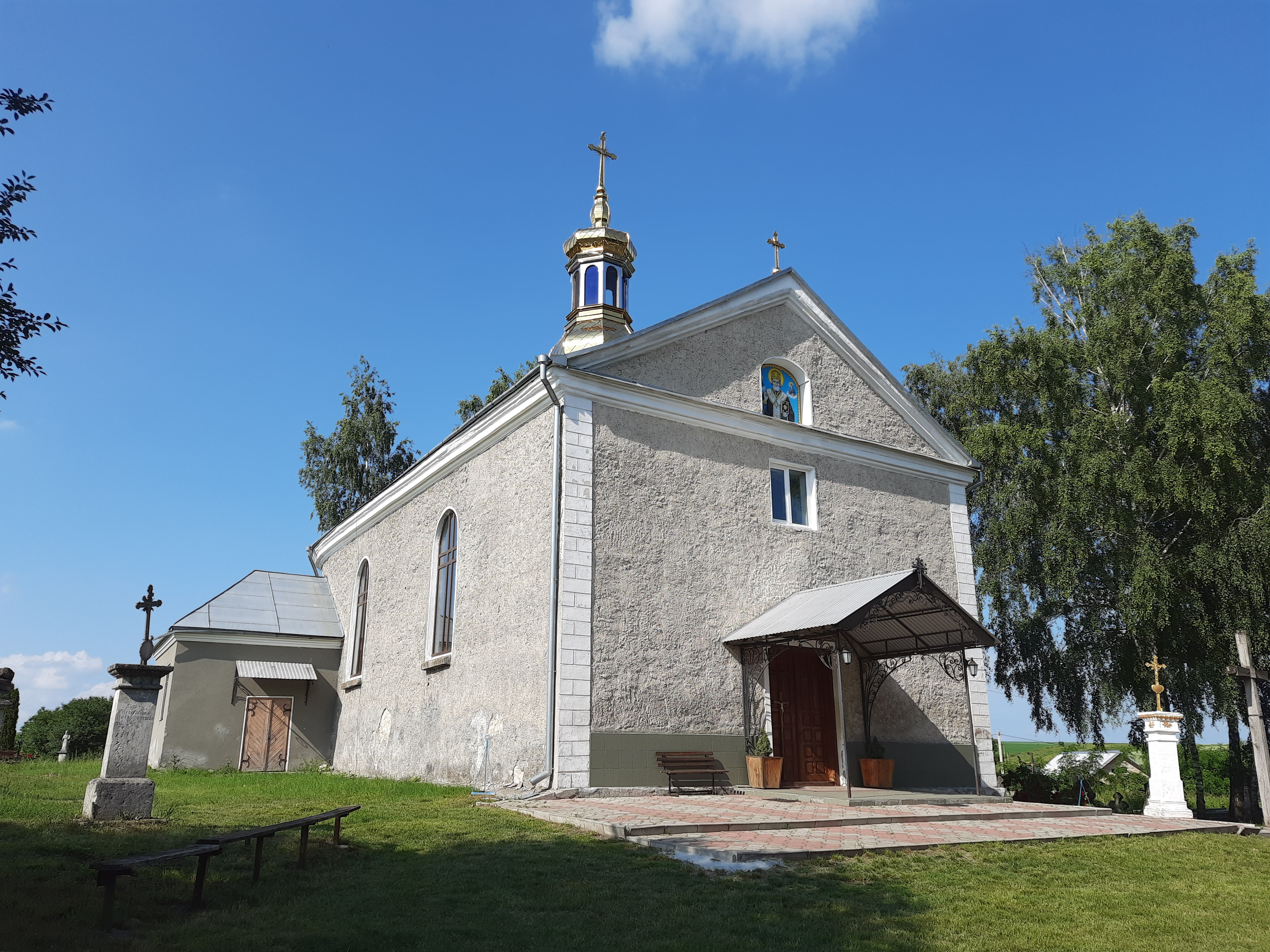
教堂

波赫丹尼夫卡（烏克蘭語：Богданівка），是烏克蘭的村落，位於該國部西部捷爾諾波爾州，由捷爾諾波爾區的皮德沃洛奇斯克市鎮負責管轄，始建於1583年，面積3.67平方公里，2001年人口1,131，人口密度每平方公里308.2人。